# Dualita
La dualita és un mineral de la classe dels silicats, que pertany al grup de l'eudialita. Rep el nom en al·lusió a la doble pertinença taxonòmica del mineral, que és a la vegada un zirconosilicat i un titanosilicat.

## Característiques
La dualita és un silicat de fórmula química Na₃₀(Ca,Na,Ce,Sr)₁₂(Na,Mn,Fe,Ti)₆Zr₃Ti₃Mn[Si₅₁O₁₄₄](OH,H₂O,Cl)₉. Va ser aprovada com a espècie vàlida per l'Associació Mineralògica Internacional l'any 2005. Cristal·litza en el sistema trigonal. La seva duresa a l'escala de Mohs és 5. Químicament està relacionada amb la rastsvetaevita i la laberintita, però amb una combinació d'elements única.

## Formació i jaciments
Va ser descoberta al mont Al·luaiv, situat al massís de Lovozero, a l'óblast de Múrmansk (Rússia). Es tracta de l'únic indret de tot el planeta on ha estat descrita aquesta espècie mineral.